# 윌리엄스포트 전투
윌리엄스포트 전투(Battle of Williamsport, Battle of Hagerstown, Falling Waters)는 1863년 7월 6일 ~ 7월 16일 사이에 메릴랜드주 워싱턴 카운티에서 벌어진 전투로, 게티즈버그 전역의 일부다.
7월 4일 ~ 7월 5일 사이, 로버트 리 장군의 박살난 군대는 게티즈버그에서 철수하기 시작하여 하게스타운과 윌리엄스포트를 향해 페어필드 도로를 따라 스튜어트 기병대의 엄호를 받으며 남서쪽으로 이동했다. 북군은 메릴랜드주 미들타운에 집결하여 다음 날부터 조심스럽게 뒤를 추격했다. 7월 7일, 남군의 존 D. 임보덴은 존 뷰퍼드의 북군 기병대가 윌리엄스포트를 점령하여 남군의 열차를 파괴하는 것을 저지했다. 저드슨 킬패트릭의 기병 사단은 젭 스튜어트가 지휘하는 나머지 남군 기병대가 도착하여 철수하게 되기 전에 하게스타운을 지나 2개 남군 기병여단을 몰아붙였다. 리의 보병부대가 비로 불어난 포토맥 강에 도착했으나, 기병대의 기습으로 부교가 파괴된 바람에 건널 수가 없었다. 7월 11일, 리는 윌리엄스포트에서 강을 건널 수 있도록 참호선을 구축하고, 조지 미드의 포토맥군이 진격해오길 기다렸다.
7월 12일, 미드가 근처에 이르렀고, 남군 방어선을 탐색했다. 7월 13일, 미드가 공격을 위해 부대를 배치시킬 때 소규모 접전이 전선을 따라 자주 발생했다. 반면에, 포토맥 강의 수위는 새로운 부교를 세울 수 있도록 낮아졌고, 리의 군대는 13일 어두워진 후에 강을 건너기 시작했다. 7월 14일 아침, 킬패트릭과 뷰퍼드의 기병사단이 아직 북쪽 둑에 남아 있던 헨리 히스의 후위대를 공격하여 500명 이상의 포로를 잡았다. 남군의 존스턴 페티그루 준장은 이 전투 중에 심각한 부상을 당했다. 7월 16일 데이비드 맥그레그의 기병대가 퍼거슨 여단의 지원을 받은 피츠휴 리와 존 R. 챔블리스 여단은 북군 보병부대에 대비하며 포토맥 강 여울을 지키고 있던 쉐퍼드타운에 도착했다. 피츠휴 리와 챔블리스가 그레그를 공격했고, 몇 차례 교전 끝에 해질녘에 후퇴했다.

## 참고 자료
- 영어판의 참고 자료 : 국립공원 서비스 전투 요약 자료[깨진 링크(과거 내용 찾기)]